# Федосєєвська (Волгоградська область)
Федосєєвська (рос. Федосеевская) — станиця у Кумилженському районі Волгоградської області Російської Федерації.
Населення становить 48 осіб. Входить до складу муніципального утворення Поповське сільське поселення.

## Історія
Станиця розташована у межах українського історичного та культурного регіону Жовтий Клин.
Згідно із законом від 14 лютого 2005 року № 1006-ОД органом місцевого самоврядування є Поповське сільське поселення.

## Населення
| 2010 |
| ---- |
| 48   |